# Steinhübel Neuwürschnitz

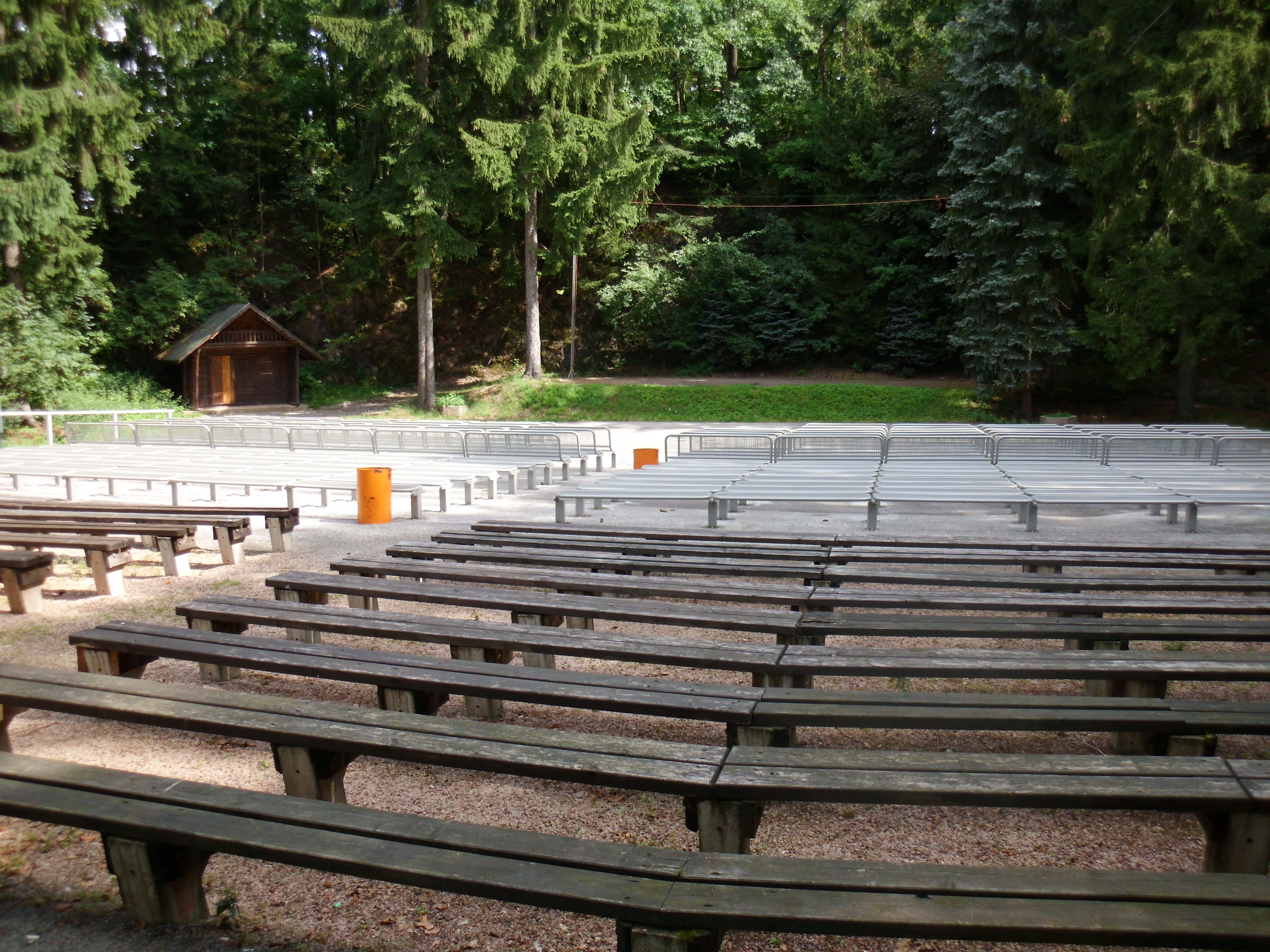
Waldbühne im Juli 2011

Waldbühne und Jugendorchester Neuwürschnitz

Der Steinhübel Neuwürschnitz ist ein ehemaliger Steinbruch in Oelsnitz/Erzgeb., der heute als Freilichtbühne genutzt wird. Er ist nach dem nahegelegenen Ortsteil Neuwürschnitz benannt. 
Am Steinhübel wurde vor Jahrzehnten Melaphyr des Unterrotliegend in mehreren Steinbrüchen gewonnen. An dem zur Waldbühne ausgebauten Bruch kann man das Gestein noch gut betrachten. Der Melaphyr, ein kieselsäurearmes basaltartiges Gestein, ist von dunkelgrauer bis braungrauer Farbe. Seine dichte Grundmasse, ursprünglich bestehend aus Plagioklas (Feldspat), Augit, Magnetit und anderen Mineralien, wurde durch spätere Zersetzungsvorgänge verändert. Dabei unterlagen auch die größeren Einsprenglinge von Olivin und Augit einer Umwandlung in Serpentin, Kalkspat usw. Die hier ungefähr acht Meter mächtige Melaphyrdecke ist stark zerklüftet und ist von zahlreichen Bewegungszonen durchzogen, so dass stellenweise das Bild einer Brekzie entsteht. Weißer Kalkspat bildet oft den Belag der Kluftflächen. Mandelsteinstrukturen sind stellenweise vorhanden, jedoch nicht in einer solchen Verbreitung wie am Steinberg bei Pfaffenhain.
Am Steinhübel führte schon im Mittelalter eine Straße vorbei, die aus dem Raum Glauchau-Lichtenstein heraufkam und südwärts das Erzgebirge durchquerte. 1554 werden in einem Lehnbrief des sächsischen Kurfürsten an die Herren von Wildenfels diese Straße und am Steinhübel ein Vorwerk des Oelsnitzer Rittergutes erwähnt. Ein mit Wasser gefüllter tiefer Tümpel, das Schwarze Loch, ist der Rest eines Bergbauversuches von 1728, als die Oelsnitzer Rittergutsherren hier vergeblich nach Mineralien schürfen ließen. Das Schwarze Loch befindet sich unmittelbar vor dem Eingang zur Waldbühne, im Gelände des Waldbades Neuwürschnitz.
Die Waldbühne wird heute vorwiegend für  Freilichtkino und Open-Air-Konzerte genutzt. 
Koordinaten: 50° 42′ 5″ N, 12° 43′ 3″ O